# Huernia witzenbergensis
Huernia witzenbergensis är en oleanderväxtart som beskrevs av Lückh.. Huernia witzenbergensis ingår i släktet Huernia och familjen oleanderväxter. Inga underarter finns listade i Catalogue of Life.